# Josef Němeček (kněz)
Josef Němeček (2. března 1824 Rožďalovice – 23. srpna 1912 Turnov) byl český římskokatolický duchovní a čestný kanovník Katedrální kapituly u sv. Štěpána v Litoměřicích do roku 1912.

## Život
Na kněze byl vysvěcen 4. července 1848, působil jako kaplan na poutním místě v Bozkově u Semil. Dále od roku 1862 byl dvorní kaplanem v Sychrově (farnost Vlastibořice) a v roce 1873 byl ustaven farářem v Loukově, kde působil po 31 let. Byl literárně činný a vydal modlitební knihy a promluvy. Zasloužil se o povznesení chrámového zpěvu v Pojizeří. Měl pověst podporovatele různých dobrých aktivit. Pro vzdělávání svého okolí vybudoval velkou knihovnu.
Poslední část života dožil ve výslužbě v Turnově. Za věrnou službu byl oceněn církví tituly papežský komoří, konzistorní rada, osobní arciděkan a čestný kanovník litoměřické katedrální kapituly. Loukov, Sezemice, Svijany-Podolí a další obce mu udělily čestné občanství. Obdržel vyznamenání rytíř řádu Františka Josefa I., byl členem Českého muzea a Matice České.